# 小燕子 (朝鮮)
小燕子，也称花燕子（： Kot Chebi）是韩国对朝鲜飢餓兒童的称法。因为燕子经常在各处停留找食，故得此名 。朝鲜官方并不承认流浪儿的存在，在国家出版物和文献中该词被禁止使用。

## 最初来源
“小燕子”一词最初于20世纪90年代朝鲜大饥荒时期出现。此期间，朝鲜的食物供给系统全面崩溃。为“确保全国流浪乞讨人员的生活”，朝鲜政府于1995年建立儿童收留营。由于收留营条件恶劣，有儿童死于营养不良。

## 小燕子的生活
“小燕子”不得不四处找食，有时也会成群乞讨、盗窃。大部分“小燕子”一天只吃一餐；他们通常的食物为野菜汤、菜粥，和草根。

## 相关作品
- 爱的迫降，2019年韩国电视剧
- 《花燕：脫北少年的生死邊界》，2019年出版為研究花燕的書籍